# Gorga (Spanyolország)
Gorga egy község Spanyolországban, Alicante tartományban. Lakosainak száma 284 fő (2024). Gorga Balones, Benasau, Benilloba, Cocentaina, Millena, Penàguila és Quatretondeta községekkel határos.

## Népesség
A település lakosságának változását az alábbi diagram mutatja:
| Lakosok száma | 276  | 261  | 250  | 232  | 254  | 274  | 267  | 249  | 261  | 284  |
|               | 2001 | 2004 | 2006 | 2009 | 2011 | 2014 | 2016 | 2019 | 2021 | 2024 |